# Флірт з Дияволом
Флірт з Дияволом — американський трилер 2022 року. Режисер Луїс Прієто; сценарист Девід Локері. Продюсери Клаудія Блюмхубер й Вероніка Феррес. Світова прем'єра відбулася 14 січня 2022 року; прем'єра в Україні — 3 лютого 2022-го.

## Про фільм
Заможній і розлучений Кріс випадково (а може й не зовсім) закохується в таємничу дівчину на ім'я Скай. Незабаром після «доленосної» зустрічі він, його колишня дружина та їхня донька опиняються у пастці. На них чекає божевільна боротьба за виживання.

## Знімались
| Актор           | Роль         |
| --------------- | ------------ |
| Кемерон Монеген | Кріс Декер   |
| Саша Лусс       | Джеймі Декер |
| Ліллі Круг      | Скай         |
| Джон Малкович   | Рональд      |
| Еш Сантос       | Ліза         |
| Дат Фан         |              |
| Френк Ґрілло    | Севастян     |